# هنری تارتسفیلد
هنری تارتسفیلد (به انگلیسی: Henry Warren "Hank" Hartsfield, Jr.) فضانورد اهل ایالات متحده آمریکا است که در ۲۱ نوامبر ۱۹۳۳ میلادی در برمینگهم، آلاباما زاده شد. وی در مأموریت اس‌تی‌اس-۴، اس‌تی‌اس-۴۱-دی، اس‌تی‌اس-۶۱-ای حضور داشته است.